# Fürstentum Bidache

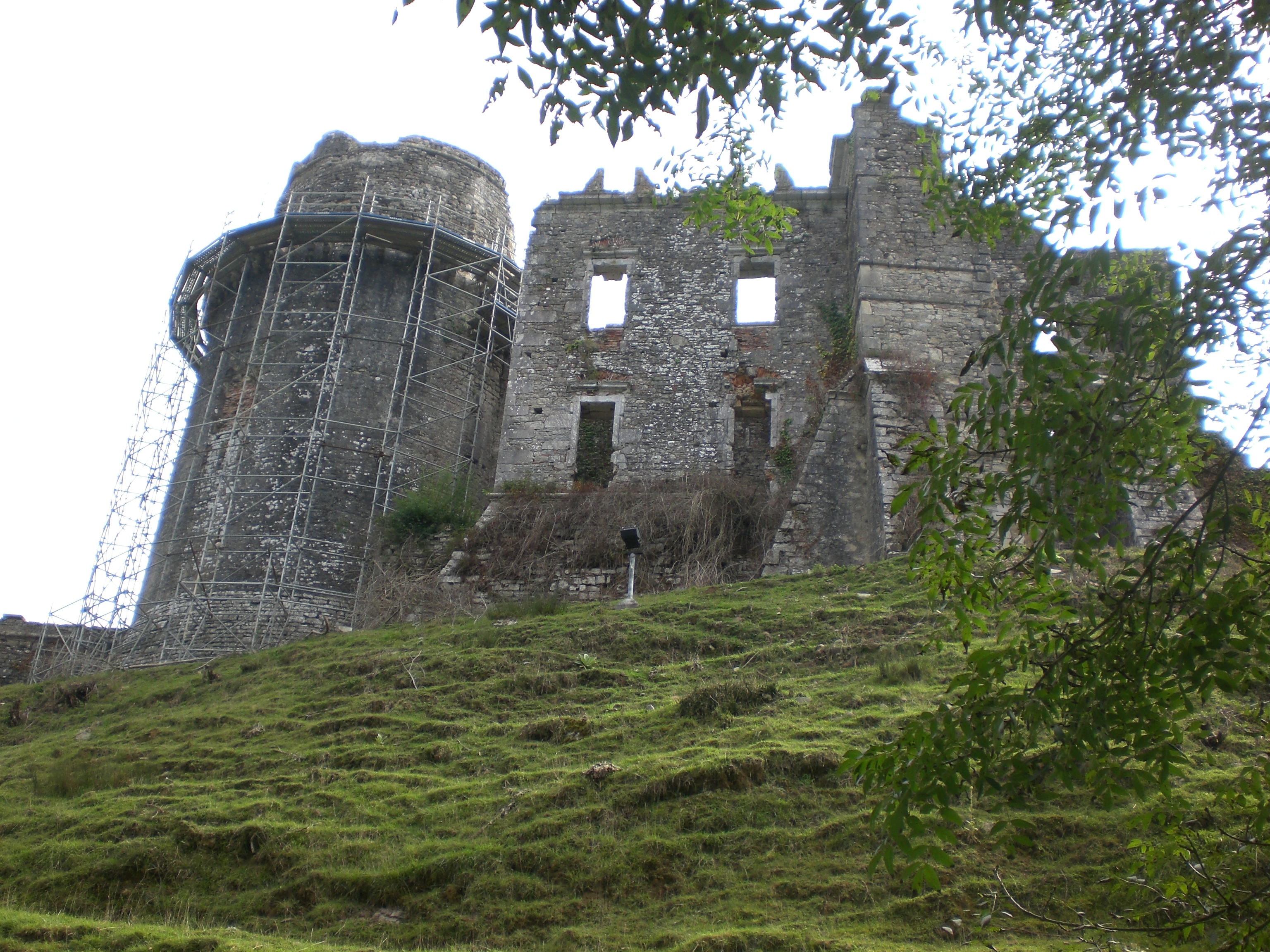
Burg Bidache

Das Souveräne Fürstentum Bidache (Principauté souveraine de Bidache oder Souveraineté de Bidache) war ein kleines Territorium an der Grenze zwischen Frankreich und Navarra, das im 17. und 18. Jahrhundert de facto den Status eines unabhängigen Fürstentums hatte.

## Die Grenzen
Die Souveränität von Bidache erstreckte sich nur auf das Gebiet der Pfarrei Bidache selbst, ein Dorf im heutigen Département Pyrénées-Atlantiques am Ufer des Flusses Bidouze, etwa 30 km östlich von Bayonne.
Das Fürstentum darf nicht mit dem Herzogtum Gramont verwechselt werden, das aus anderen Gebieten unter der Gerichtsbarkeit der Familie Gramont gebildet wurde, in dem aber die Souveränität des Königs von Frankreich und Navarra ausgeübt wurde.

## Chronologie der Souveränität

### Mittelalter: Bidache in Navarra
Als sich das Königreich Navarra im 13. Jahrhundert nach Norden ausdehnte und das Pays de Mixe annektierte, kam Bidache unter die Souveränität des Königs von Navarra, zunächst auf etwas zweideutige Weise – am 22. September 1329, als Arnaud-Guillaume III, Herr von Gramont, dem König von Navarra zum ersten Mal für seine Burg Bidache huldigte, wurde festgelegt, dass „wenn die Burg nicht in Navarra läge oder jemand Einspruch erheben würde, der Pakt für ihn nichtig wäre, aber für Gramont gültig “ – und dann zweifelsfrei: die Huldigungen, die 1385, 1409, 1429 oder 1434 von den späteren Herren von Gramont wiederholt wurden, enthalten keine einschränkende Klausel mehr.
Nach 1434 gibt es keine Spur mehr von einer Huldigung Bidaches gegenüber dem König von Navarra. Die Situation des Dorfes blieb also mehr als ein Jahrhundert lang in einer von den Gramonts aufrechterhaltenen Unklarheit.

### Die Herstellung der Souveränität
Das Datum, das in der Geschichte der Errichtung einer Souveränität in Bidache wesentlich, ist das Jahr 1570 und insbesondere der 21. Oktober. An diesem Tag erklärte Antoine I. de Gramont, der in seiner Eigenschaft als Bürgermeister von Bayonne vor dem Stadtparlament sprach, dass Bidache „von ihm in Souveränität gehalten wird, außer jedoch, dass der König und die Königin von Navarra, die absolute Macht besitzen, aufgrund ihrer Größe anders darüber verfügen können“. Mit einer vorsichtigen Einschränkung ist dies die erste öffentliche Bestätigung der Herzöge von Gramont, dass sie die Souveränität über ihr Land Bidache innehaben.
Es ist eine ältere, aber private Urkunde bekannt, in der Antoine I. diese „Souveränität“ beansprucht, nämlich ein testamentarisches Vermächtnis aus dem Jahr 1566, in dem er seiner Frau den „Nießbrauch der Souveränität“ über Bidache überträgt.
Ab Ende 1570 häuften sich die Urkunden, in denen souveräne Rechte bestätigt wurden. Am 13. November desselben Jahres unterzeichnete Antoine I. in Bidache eine Verordnung zur Regelung der Justiz als souveräner Herr; am 6. April 1575 ließ er ein spezielles Gewohnheitsrecht für dieses Land veröffentlichen.
Noch mutiger war Antoine II. de Gramont, der die Majestätsformel „denn so ist unser Wohlgefallen“ als Abschluss einer am 22. September 1596 verkündeten Verordnung verwendete. Von diesem Datum an bezeichnet er sich in seinen Handlungen, z. B. in seinem Ehevertrag, als „Souverän“.
Das vielleicht überzeugendste Dokument im Sinne der Souveränität von Bidache sind schließlich die Patentbriefe, mit denen Heinrich IV. von Frankreich – der gleichzeitig König Heinrich III. von Navarra war – den Einwohnern von Bidache die gleichen Freiheiten gewährt, die er auch anderswo in seinen Königreichen Frankreich und Navarra gewährt (was bereits implizit anerkennt, dass Bidache nicht dazu gehört): in diesem Dokument bezeichnet der König von Frankreich und Navarra Antoine de Gramont explizit als „souverain de la terre de Bidache“.

### Die Irrungen und Wirrungen des Jahres 1610: Der Fall Louise de Roquelaure
Eines Tages, als Graf Antoine II. de Gramont von der Jagd zurückkehrte, fand er seine Frau Louise de Roquelaure in den Armen ihres Knappen Marsilien. In seinem Zorn tötete der betrogene Ehemann den Liebhaber, während die untreue Ehefrau fliehen konnte.
Dieser Kriminalfall betraf die Frage der Souveränität von Bidache, da er zu Anfechtungen und Rechtsakten führte, die Auswirkungen auf den Status des kleinen Fürstentums hatten.
Zunächst verklagte Antoine II. kurioserweise seine Frau vor dem Parlement von Bordeaux – was offenbar darauf hinauslief, dass er die französische Souveränität über Bidache anerkannte. Baron Antoine de Roquelaure hatte Zeit, im Namen seiner Tochter zu antworten, aber der neue König von Frankreich, der junge Ludwig XIII. (d. h. seine Berater, das Kind ist erst acht Jahre alt), schickte einen Brief an die Protagonisten, in dem er sie aufforderte, „diese Angelegenheiten und häuslichen Beleidigungen eher zu verbergen als sie Personen aufzuzeigen, die ohne diese Verfolgungen und Verfahren niemals davon gehört hätten“. Da Antoine den Fall in Bordeaux nicht gut aufgehoben sah, legte er ihn seiner Justiz in Bidache vor, die die Gräfin zur Todesstrafe verurteilte. Das französische Königshaus war mit der Entwicklung des Falls sehr unzufrieden und schickte einen Abgesandten nach Bidache, der das Urteil des Stadtgerichts und alle Verfahrensunterlagen anfordern sollte. Hier zeigt sich deutlich, dass Antoine II. seine Souveränität ausübte, denn er verbot dem Abgesandten zunächst die Einreise in sein Hoheitsgebiet, und ließ ihn schließlich erst zu, nachdem der Vertreter des Königs sich bereit erklärt hatte, zu unterzeichnen, dass er „nicht als öffentliche Person (...), sondern als Privatperson“ in Bidache einreise.
Das Urteil wird nicht vollstreckt: Die Gräfin stirbt am 9. November 1610 unter besonders unklaren Umständen, laut Pierre de L’Estoile „vergiftet“, laut Gédéon Tallemant des Réaux „in einen tiefen Brunnen gefallen“, weil der morsche Boden des Zimmers, in dem sie unter Hausarrest stand, eingestürzt war.
Das Verfahren nahm dennoch seinen Lauf. Der Rat des Königs befasste sich mit dem Urteil des Gerichts von Bidache – was bedeuten würde, dass es nicht souverän war – und hob es auf, während der König den Grafen und „alle anderen“ für ihre Rolle in dieser Angelegenheit mit einem Abolitionsbrief begnadigte. Antoine II. beeilte sich, diese Briefe beim Parlement von Bordeaux registrieren zu lassen und schien damit erneut die Souveränität des französischen Königs in einer Angelegenheit anzuerkennen, die Bidache betraf.

### Von 1611 bis zur Revolution
In diesem Zeitraum gab es zwei Ereignisse, die über den genauen Status von Bidache aufklären können.
Das erste ist eine Beschwerde, die am 24. Oktober 1631 von einem Président en dipsonibilité (etwa „Präsident in Bereitschaft“) des Parlements von Navarra an Kardinal Richelieu gerichtet wurde. Darin beklagte er sich, dass Bidache zu einem „Räuberasyl“ geworden sei und man dort „judaisiere“, und schlug vor, einen Kommissar in die Stadt zu schicken, um die Anwendung des Urteils von 1611 zu erwirken, das in seiner Lesart den Grafen von Gramont ihre Souveränität entzogen hatte. Die Klage wurde nicht weiterverfolgt, zeigt aber, wie ein Zeitgenosse die Ereignisse zu Beginn des Jahrhunderts interpretieren konnte, und natürlich auch wegen des Bildes, das an eine der konkretesten Auswirkungen dieser Souveränität erinnert: das Bestehen eines Asylrechts zugunsten derjenigen, die aus den Königreichen Frankreich und Navarra fliehen wollen, und insbesondere zwei Gruppen, die gute Gründe haben können, dies zu tun: Übeltäter und Juden.
Der zweite Fall ereignete sich 1710. Am 9. Mai dieses Jahres untersuchte der Procureur général (Generalstaatsanwalt) des Parlements von Navarra einen Fall, der Bidache betraf, und kam zu dem Schluss, dass das Parlement von Navarra zuständig sei. Das ergangene Urteil verlieh diesen Schlussfolgerungen Gewicht, da es, ohne sie sich ausdrücklich zu eigen zu machen, eine Untersuchung einleitet und dem Richter von Bidache vorschreibt, vor dem Parlament zu erscheinen, um „auf die Schlussfolgerungen des Herrn Generalstaatsanwalts zu antworten, der behauptet hatte, dass die Herrschaft Bidache in Navarra liegt und dass es eine Berufung gegen das geben kann, was von den Richtern dieser Herrschaft entschieden und geregelt wird, und dass die Appellationen vor das Parlament von Navarra gebracht werden müssen“. Die Gramonts nahmen die Angelegenheit sehr ernst und leiteten sofort ein Verfahren gegen dieses Urteil ein, in dem ihre Ansprüche auf die Souveränität diskutiert wurden. Es wurden Schriftsätze ausgetauscht, und schließlich wurde der Fall vor den Regentschaftsrat gebracht. Er endete auf sehr ungewöhnliche Weise, denn die Historiker, die ihn im 20. Jahrhundert untersuchten, fanden keinen Hinweis auf ein Urteil des Rates, in dem der Streit beigelegt wurde. Ritters Erklärung dafür: es wurde kein Urteil gefällt – eine Lösung, die zwar rechtlich problematisch ist, aber eine geschickte Art und Weise darstellt, die souveränen Rechte des Herzogs von Gramont anzuerkennen, ohne das Risiko eines gefährlichen Präzedenzfalls einzugehen.

### Das Ende der Souveränität
Am 4. Januar 1790 beauftragte Bidache, das nicht in den Generalständen vertreten war, einen Bürger, Louis Perret, „nach Paris zum Herzog von Gramont zu gehen, um zu erfahren, ob die Souveränität von Bidache im Staat verbleiben soll, und zur Nationalversammlung, falls die Souveränität nicht mehr besteht und Bidache zu einem der neu gebildeten Departements gehören sollte“. Die Arbeiten des Komitees, das mit der neuen administrativen Aufteilung Frankreichs beauftragt war, waren bereits weit fortgeschritten, und es scheint nicht, dass die Unabhängigkeit von Bidache für sie ein Problem darstellte. Erst am 16. April erfuhr die Kleinstadt von ihrem Anschluss an Frankreich, als die Patentbriefe des Königs über die Aufteilung des Königreichs in Departements und das Dekret, das die Aufteilung präzisierte, verlesen wurden: Bidache wurde de, Département Basses-Pyrénées angegliedert und bildet dort die Hauptstadt des Kantons Bidache, die mit dem labourdinischen Distrikt Ustaritz vereinigt wurde. Die Souveränität war endgültig erloschen.

## Historikerstreit
Ende des 19. Jahrhunderts tauchte die Frage nach der Souveränität von Bidache erneut auf, diesmal als Gegenstand historischen Interesses. Die 1874 von Agénor de Gramont veröffentlichte Histoire et généalogie de la maison de Gramont, ein Denkmal zum Ruhm der Familie de Gramont, will aus Bidache einen echten Staat machen, der seit etwa dem Jahr 1000 souverän gewesen wäre. Ihm gegenüber steht der Polemiker Jean-François Bladé, der das Thema aufgreift, um sich stattdessen über die Ansprüche der Gramonts lustig zu machen und der Familie jegliche Souveränität abzusprechen. Ritter wiederum kritisierte den geringen wissenschaftlichen Wert beider Arbeiten, die man daher nicht allzu ernst nahm.
Armand Brette erinnert in seiner 1907 veröffentlichten Studie über Les Limites et les Divisions Territoriales de la France en 1789 amüsiert an diese Polemik und kommt zu dem Schluss, dass Bidache tatsächlich souverän war: er betont, dass es gerade ein eindeutiges Zeichen der Souveränität, ja sogar die Definition der Souveränität selbst sei, wenn man über eine letztinstanzliche Gerichtsbarkeit verfüge.
Die historischen Arbeiten werden mit den aufeinanderfolgenden Forschungen der beiden Spezialisten für das Haus Gramont, Jean de Jaurgain und später Raymond Ritter, sehr viel genauer. Das von beiden Autoren verfasste Werk, das nach dem Tod des ersten (1920) vom zweiten ergänzt und 1967 veröffentlicht wurde, enthält einen ausführlichen Anhang zu dieser Rechtsfrage, der von der 1939 von Jean Labrit verfassten juristischen Dissertation zu diesem Thema profitieren konnte. Auch Raymond Ritter kommt zu dem Schluss, dass es eine souveräne Macht über Bidache gab, wobei die Versionen, die dies auf das Mittelalter zurückführen wollen, nur erfunden seien.
In seinem 1984 erschienenen historischen Panorama des Kantons Bidache steht Jean Robert der Souveränitätsthese kritisch gegenüber. So weist er beispielsweise darauf hin, dass im Jahrbuch des französischen Adels von 1845 nicht weniger als 33 französische Lehen aufgeführt sind, die zu irgendeinem Zeitpunkt den Anspruch erhoben, „Souveränität“ oder „Fürstentum“ zu sein. Der Autor interessiert sich mehr für den gelebten als für den institutionellen Raum, und sein Werk ist wertvoll, um die tatsächlichen Auswirkungen des sehr speziellen Status der Stadt auf das tägliche Leben in Bidache zu erfassen, insbesondere ihre Lage als Hafen, in dem je nach politischer Konjunktur Hugenotten, Katholiken oder Juden Asyl finden können, aber auch die Attraktivität des Gebiets für Räuber aller Art.